# Alexandru Neagu
Pour les articles homonymes, voir Neagu.
Alexandru Neagu (Bucarest, 19 juillet 1948 - Bucarest, 17 avril 2010) est un footballeur roumain. 

## Biographie
Il joue toute sa carrière avec Rapid Bucarest (1963-1978) et compte 17 sélections en équipe de Roumanie de football (en 1970-1972), avec laquelle il participe à la coupe du monde de football de 1970 et marque un but contre la Tchécoslovaquie.

## Palmarès

### Avec leRapid Bucarest
- Champion de Roumanie en 1967
- Vainqueur de la Coupe de Roumanie en 1972 et 1975